# Ruta nacional PE-3S D
La ruta nacional PE-3S D es la denominación que se le conoce a la variante de la carretera Longitudinal de la Sierra Sur en el centro del Perú. La trayectoria es Emp. PE-3S (Dv. Pampas) - Pampas - Mariscal Cáceres - Carpapata - Abra Independencia - Milpo - Callqui - Churcasja - Churcampa - La Merced - Emp. PE-3S (Mayocc).